# Embriogénesis

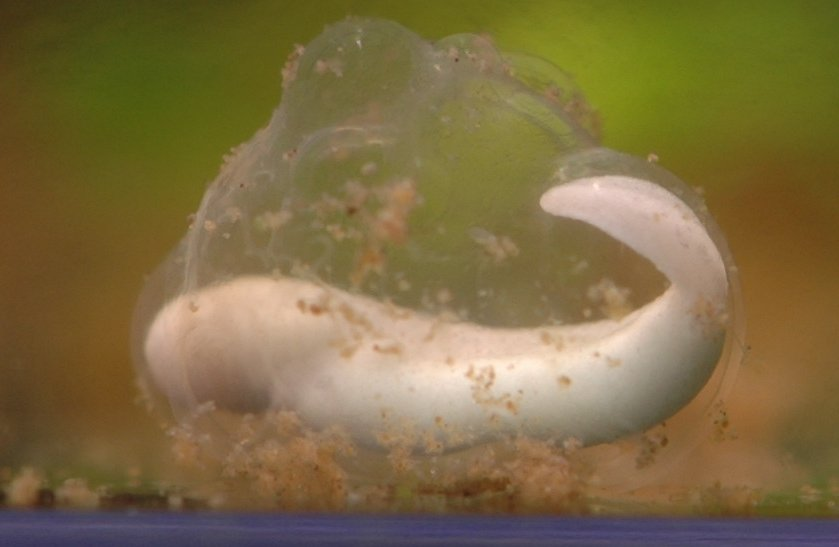
Embriogénesis a los 10 días

La embriogénesis (de embrión + génesis) es el complejo proceso generativo que conduce a la formación de un organismo pluricelular, vegetal o animal, a partir del cigoto.

## Vertebrados
En los animales vertebrados la embriogénesis se divide en cuatro grandes fases secuenciales: 
1. Segmentación: el cigoto se divide por mitosis sucesivas hasta alcanzar el estado de blastocisto.
2. Gastrulación: creación de una invaginación en el blastocele que más tarde dará lugar al ano. En este estado el embrión se diferencia en tres capas germinales: ectodermo, mesodermo y endodermo.
3. Neurulación: aparición de una línea en el eje rostro-caudal formada por las crestas neurales que se unen para formar el tubo neural, esbozo de la médula espinal y del encéfalo.
4. Organogénesis: proceso que comprende la formación de los diferentes órganos del embrión por la diferenciación y maduración de los diversos tejidos.

## Plantas
La embriogénesis en plantas es el conjunto de procesos fisiológicos que conducen a la transformación de una sola célula, el cigoto, en un individuo multicelular más complejo, contenido en la semilla madura.